# Paul de Krom

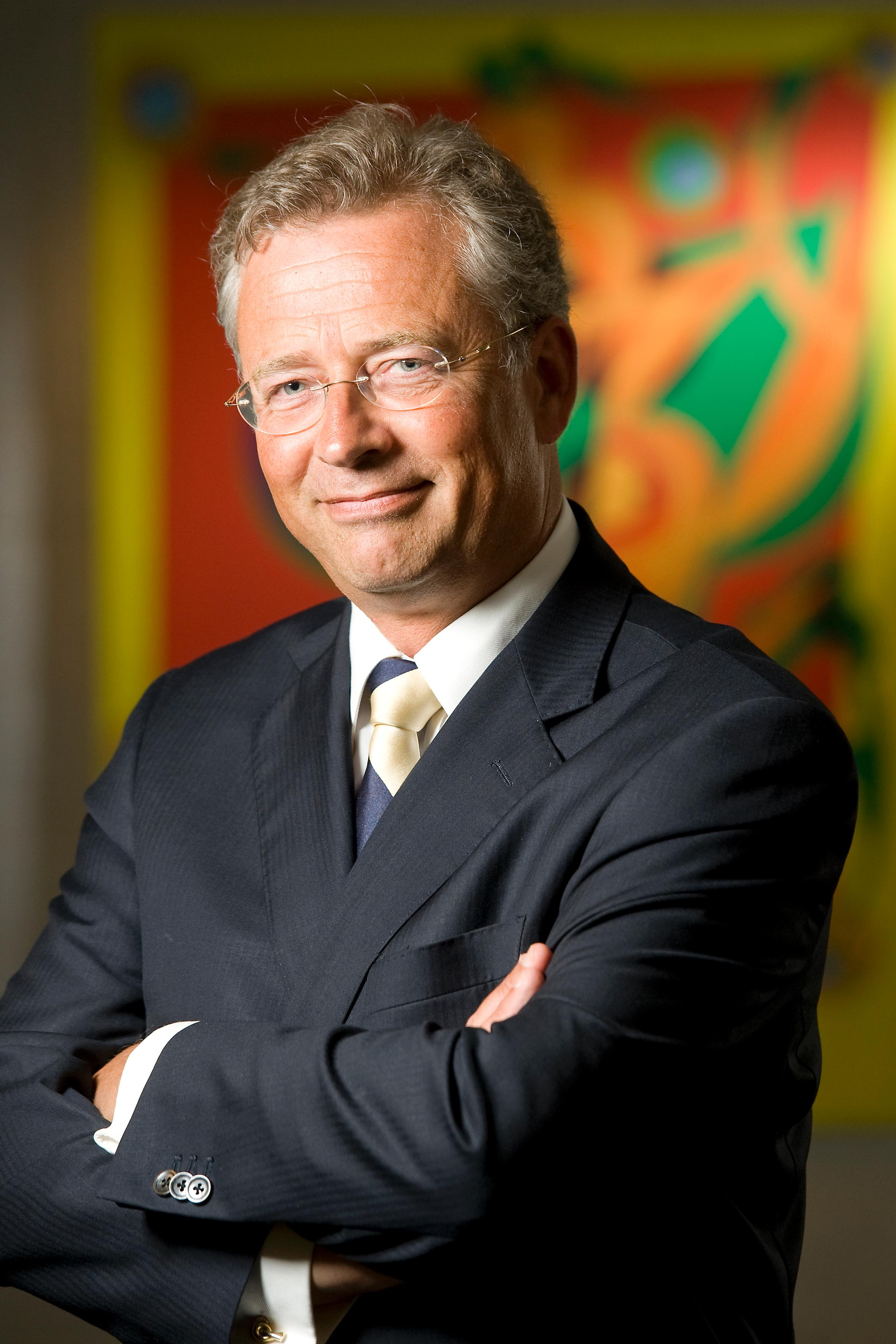
Paul de Krom (2011)

Paul de Krom (* 10. Februar 1963 in Zutphen, Provinz Gelderland) ist ein niederländischer Wirtschaftsmanager und Politiker der Volkspartei für Freiheit und Demokratie VVD (Volkspartij voor Vrijheid en Democratie), der zwischen 2003 und 2010 Mitglied der Zweiten Kammer der Generalstaaten (Tweede Kamer der Staten-Generaal) sowie von 2010 bis 2012 Staatssekretär für Soziales und Arbeit im Kabinett Rutte I war. Er war zwischen 2015 und 2022 Vorstandsvorsitzender der Niederländischen Organisation für Angewandte Naturwissenschaftliche Forschung TNO (Nederlandse Organisatie voor toegepast-natuurwetenschappelijk onderzoek) und daraufhin von 2022 bis 2023 Vorsitzender des Königlichen Verbandes der niederländischen chemischen Industrie VNCI (Koninlijke Vereniging van de Nederlandse Chemische Industrie). Seit 2023 ist er Chief Executive Officer (CEO) des Automobilimportunternehmens Louwman Group.

## Leben
Paul de Krom war als Wirtschaftsmanager für das Mineralölunternehmen Royal Dutch Shell in Dubai und London tätig. Bei der Parlamentswahl 2003 wurde er für die Volkspartei für Freiheit und Demokratie VVD (Volkspartij voor Vrijheid en Democratie), der er 2001 als Mitglied beigetreten war, erstmals zum Mitglied der Zweiten Kammer der Generalstaaten (Tweede Kamer der Staten-Generaal) gewählt. Der Zweiten Kammer gehörte er vom 30. Januar 2003 bis zum 14. Oktober 2010 an. Während seiner Parlamentszugehörigkeit konzentrierte er sich zunächst vor allem auf Verkehr und öffentliche Verkehrspolitik und war zwischen dem 10. April 2007 und dem 14. Oktober 2010 stellvertretender Vorsitzender des Ständigen Ausschusses für Inneres und Königreichsbeziehungen (Vaste commissie voor Binnenlandse Zaken en Koninkrijksrelaties). Als Nachfolger von Henk Kamp wurde er außerdem am 18. Dezember 2008 Sprecher der VVD für Integrations- und Einwanderungspolitik.
Im Anschluss übernahm de Krom am 14. Oktober 2010 das Amt als Staatssekretär für Soziales und Arbeit (Staatssecretaris van Sociale Zaken en Werkgelegenheid) im Kabinett Rutte I und bekleidete dieses Amt bis zum 5. November 2012. Als Staatssekretär war er unter anderem zuständig für Arbeitsmarktpolitik, Arbeitnehmerversicherung, Sozialversicherung, Armutspolitik sowie Arbeitsbedingungen und verteidigte drastische Reformen und Kürzungen in Behindertenwerkstätten, Leistungen für junge Behinderte und Sozialhilfe. 2012 wurde er Ritter des Ordens von Oranien-Nassau. Er war des Weiteren zwischen Januar 2014 und März 2015 Allgemeiner Direktor des Dienst Landelijk Gebied (DLG), bis zum 1. März 2015 eine Regierungsbehörde im ländlichen Gebiet, die dem Wirtschaftsministerium unterstand.
Am 1. März 2015 wurde er Vorstandsvorsitzender der Niederländischen Organisation für Angewandte Naturwissenschaftliche Forschung TNO (Nederlandse Organisatie voor toegepast-natuurwetenschappelijk onderzoek) und bekleidete diese Funktion bis zum 1. Februar 2022. Zugleich war er auch Vorsitzender von Nederland Distributieland, eine 1987 gegründete Vereinigung, die sich direkt oder indirekt mit Logistik- und Lieferketten-Management befasst. Im Anschluss war er vom 1. Februar 2022 bis 1. April 2023 Vorsitzender des Königlichen Verbandes der niederländischen chemischen Industrie VNCI (Koninlijke Vereniging van de Nederlandse Chemische Industrie) und wurde am 1. Mai 2022 zusätzlich Vorsitzender von OV-NL, der Verband für den öffentlichen Verkehr. Daneben engagierte er sich von Januar 2016 bis April 2019 Vorstandsmitglied der nach dem Politiker Johan Rudolf Thorbecke benannten Vereniging Thorbecke sowie zwischen Mai 2019 und Juni 2020 Mitglied des Aufsichtsrates der Stichting PhotonDelta. Er ist seit dem 1. April 2023 Chief Executive Officer (CEO) des Automobilimportunternehmens Louwman Group.

## Weblink
- Drs. P. (Paul) de Krom (Parlement & Politiek) (Memento vom 20. März 2023 im Internet Archive)